# Wubi (phần mềm)
Wubi (Windows-based Ubuntu Installer) là một trình cài đặt chính thức của Ubuntu trên nền tảng Windows, từ 2008 đến 2015, cho phép cài đặt Ubuntu vào một file trong phân vùng của Windows.
Sau khi cài đặt, nó bổ sung tùy chọn "Ubuntu" vào bootmenu có sẵn của cho phép người dùng lựa chọn chạy Linux hay Windows, tránh được việc phải phân vùng lại ổ đĩa

## Lịch sử
Wubi được tạo dựng như một dự án độc lập và theo các phiên bản như 7,04 và 7,10 là phát hành không chính thức.
Với Ubuntu 8.04 mã đã được sáp nhập vào Ubuntu trong bản 8.04 alpha 5, Wubi cũng có mặt trên Ubuntu Live CD.
Mục tiêu của dự án là cho phép người dùng Windows,không quen với Linux, có thể thử Ubuntu mà không phải chịu rủi ro mất dữ liệu(do định dạng ổ đĩa hoặc phân vùng sai). Nó cũng cho phép gỡ bỏ an toàn Ubuntu từ bên trong Windows.
Nó không phải là một máy ảo, nhưng tạo ra một cài đặt độc lập trong một thiết bị lặp gắn kết, cũng được biết đến như một hình ảnh đĩa, giống như Topologilinux đã làm. Nó không phải là một bản phân phối Linux của chính nó, nhưng đúng hơn là một cài đặt Linux, mà đúng hơn nữa là một trình cài đặt cho Ubuntu.
Trong khi Wubi không cài đặt Ubuntu trực tiếp vào phân vùng riêng của mình điều này cũng có thể được thực hiện bằng cách sử dụng LVPM, Loopmounted Virtual Partition Manager, chuyển cài đặt Ubuntu Wubi tạo một phân vùng thực sự chuyên dụng, bao gồm cả một ổ USB khởi động. Ưu điểm của thiết lập này là người dùng có thể kiểm tra hệ điều hành và cài đặt các trình điều khiển trước khi họ cài đặt nó vào một phân vùng riêng (và tránh khởi động và hoạt động rủi ro).
Wubi thêm một tùy chọn vào menu boot của Windows cho phép người dùng chuyển sang Linux. Ubuntu được cài đặt vào một file trong hệ thống file của Windows (c:\ubuntu\disks\root.disk), khác với khi được cài đặt trong phân vùng riêng của mình. File này được Linux xem như là một ổ đĩa thực. Wubi cũng tạo một swap file trong Windows (c:\ubuntu\disks\swap.disk), bổ sung vào RAM của máy chủ. File này được Ubuntu xem là bộ nhớ RAM bổ sung.
Một dự án có liên quan, Lubi, sử dụng Linux làm máy chủ thay vì Windows. Tuy nhiên, dự án này đã ngừng hoạt động từ năm 2007 và chỉ hỗ trợ Ubuntu 7.04.
Wubi đã bị gỡ bỏ như một tùy chọn cài đặt ở trang download chính thức từ Ubuntu 13.04 trở lên. Tuy nhiên, Wubi cho các phiên bản sau Ubuntu 13.04 vẫn được cung cấp.

## Desktops
Người dùng có thể lựa chọn môi trường desktop bên trong Wubi. Nhưng, vì mỗi môi trường desktop cũng có sẵn như là một gói phần mềm ứng dụng, nó khuyến cáo rằng người dùng cài đặt Ubuntu (tùy chọn mặc định) và từ đó cài đặt các môi trường máy tính để bàn khác. Khi người dùng đăng nhập, họ có thể chọn môi trường máy tính để bàn sử dụng..

## Nhược điểm
So với cài đặt thông thường, cài đặt qua Wubi phải đối mặt với một số hạn chế. Hibernation không được hỗ trợ và hệ thống tập tin dễ bị tổn thương hơn khi reboot cứng. Ngoài ra, nếu ổ đĩa Windows chưa lắp ghép hay bị lỗi (Windows lỗi, mất điện, etc.), Ubuntu sẽ không thể để sửa chữa, tái gắn kết, và khởi động từ ổ đĩa NTFS của Windows cho đến khi Microsoft Windows đã khởi động thành công, sửa chữa các ổ đĩa, và sau đó tắt máy bình thường. 
Nếu hệ thống Windows không thể khởi động được sau khi lỗi để sửa chữa các hệ thống tập tin, người sử dụng cũng sẽ không thể khởi động Ubuntu.
Hiệu suất liên quan đến truy cập đĩa cứng cũng là một chút chậm khi cài đặt bằng Wubi, lâu hơn như vậy nếu các tập tin ảnh đĩa cơ bản là phân mảnh, giống như các tập tin ảnh đĩa trong hệ thống tập tin Windows có chứa một hệ thống tập tin Linux trong khi không có Wubi chỉ hệ thống tập tin Linux được sử dụng mà có quyền truy cập phần cứng trực tiếp..
Wubi tạo ra các tập tin root.disk sử dụng hệ thống tập tin NTFS độc quyền của Microsoft trong khi chạy dưới hệ điều hành MS Windows và sau đó trong khi hệ điều hành Ubuntu đang chạy nó truy cập tập tin đó sử dụng một trình điều khiển hệ thống tập tin thay thế.  Sự khác biệt giữa Microsoft và Linux trong các triển khai các của NTFS có thể dẫn đến các lỗi kỹ thuật của file root.disk ảnh hưởng đến các hệ thống tập tin NTFS trong một cách mà nó thậm chí có thể ngăn Windows khởi động. Chạy chkdsk /r từ MS Windows để sửa chữa các hệ thống tập tin NTFS bị hỏng và sau đó tắt Windows sạch có thể sửa chữa bất kỳ lỗi nào (điều này có thể rất tốn thời gian vì root.disk là một tập tin lớn).

## Ảnh hưởng
Wubi dựa trên các dự án mã nguồn mở khác: Debian installer, Migration Assistant, Grub4Dos, NTFS-3G, NSIS và Metalink.

## Phát triển
Những người đứng đầu nhóm phát triển gồm Agostino Russo, Geza Kovacs, Oliver Mattos và Ecology2007. Sự phát triển chính diễn ra tại Launchpad và được dẫn dắt bởi đội Lupin Lupin Team (Lupin là trình cài đặt vòng, xử lý mọi việc xảy ra sau khi khởi động lại) thông qua trang kế hoạch Ubuntu gốc và trang của các dự án mới Wubi, Lubi, Lupin, và LVPM.

## Phần cứng hỗ trợ
Cả hai phiên bản i386 (32-bit x86) và x86-64 của Ubuntu đều hỗ trợ Wubi và Lubi, mặc dù đã có một số sự thay đổi gần đây. Trong các phiên bản trước 8.04, chỉ có phiên bản x86 của Ubuntu là được hỗ trợ.

## Lịch sử
Một số bản phân phối Linux, bao gồm Red Hat Linux và ZipSlack của Slackware, cung cấp một công cụ tương tự vào giữa thập kỉ 1990, sử dụng syslinux và trình điều khiển hệ thống tập tin UMSDOS. Sau đó, SUSE cung cấp một cái gì đó tương tự như sử dụng syslinux và hình ảnh đĩa gắn trên hệ thống tập tin FAT. Trong thời gian cuối những năm 90 BeOS sử dụng một hệ thống tương tự để cài đặt hệ điều hành trong một thư mục trong Windows.
Ý tưởng cho Wubi đã được soạn thảo bởi Agostino Russo lấy cảm hứng từ Topologilinux, trong đó cung cấp một vòng gắn lắp đặt, và Instlux, cung cấp một lối giao diện Windows đơn giản. Ý tưởng là hợp nhất hai khái niệm một trình cài đặt Windows sẽ loopmount một hình ảnh của Ubuntu. Geza Kovacs lsau đó tinh lọc các đặc điểm kỹ thuật  và cung cấp các nguyên mẫu đầu tiên cho thấy rằng khái niệm là vang dội. Oliver Mattos viết giao diện người dùng ban đầu trong NSIS.
Agostino Russo tsau đó tinh chỉnh các khái niệm cài đặt lặp, di chuyển từ một vòng lặp đơn giản gắn trước khi thực hiện tập tin hình ảnh để hình ảnh được tạo ra một cách nhanh chóng sử dụng một phiên bản tự động vá lỗi của trình cài đặt Debian, do đó cung cấp một kinh nghiệm mà đã gần gũi hơn với một cài đặt thực tế trong khi giải quyết một số vấn đề khác của bản đầu tiên. Do đó dự án Lupin  đã được sinh ra và Agostino Russo đã viết và thực hiện hầu hết các mã của nó với một số khoản đóng góp từ Geza Kovacs.
Agostino Russo và Ecology2007 sau đó đã thiết kế lại và viết lại giao diện Windows như hiện nay. Hampus Wessman góp downloader mới và kịch bản dịch. Bean123 và Tinybit cũng giúp gỡ lỗi và sửa chữa các vấn đề bộ nạp khởi động. Lubi và LVPM sau đó được tạo ra bởi Geza Kovacs.
Dự án này đã truyền cảm hứng cho việc tạo ra các trình cài đặt Linux khác trên Windows, chẳng hạn như Win32-loader.